# UFC Fight Night: Bermudez vs. Korean Zombie
UFC Fight Night: Bermudez vs. Korean Zombie（ユーエフシー・ファイトナイト：バミューデス・バーサス・コリアン・ゾンビ、別名UFC Fight Night 104）は、アメリカ合衆国の総合格闘技団体「UFC」の大会の一つ。2017年2月4日、テキサス州ヒューストンのトヨタセンターで開催された。

## 大会概要
本大会ではデニス・バミューデスとジョン・チャンソンによるフェザー級戦が組まれた。

## 試合結果

### アーリープレリム
第1試合 ライトヘビー級 5分3R
○  カリル・ラウントリー vs.  ダニエル・ジョリー ×
1R 0:52 KO（ヒザ蹴り）
第2試合 ウェルター級 5分3R
○  ニコ・プライス vs.  アレックス・モロノ ×
2R 5:00 ノーコンテスト（プライスの薬物検査失格）

### プレリミナリーカード
第3試合 女子53.3kg契約 5分3R
○  ティーシャ・トーレス vs.  ベック・ローリングス ×
3R終了 判定3-0（30-27、30-27、30-27）
※ローリングスの体重超過により女子ストロー級から変更。
第4試合 バンタム級 5分3R
○  ヒカルド・ラモス vs.  田中路教 ×
3R終了 判定3-0（29-28、30-27、29-28）
第5試合 フェザー級 5分3R
○  チャス・スケリー vs.  クリス・グレッツマーカー ×
2R 2:01 リアネイキッドチョーク
第6試合 ヘビー級 5分3R
○  カーティス・ブレイズ vs.  アダム・ミルステッド ×
2R 0:59 TKO（ヒザの負傷）

### メインカード
第7試合 女子ストロー級 5分3R
○  ジェシカ・アンドラージ vs.  アンジェラ・ヒル ×
3R終了 判定3-0（30-27、30-27、30-27）
第8試合 ヘビー級 5分3R
○  マルセル・フォルトゥナ vs.  アンソニー・ハミルトン ×
1R 3:10 KO（右フック）
第9試合 ライトヘビー級 5分3R
○  ヴォルカン・オーズデミア vs.  オヴィンス・サンプルー ×
3R終了 判定2-1（29-28、28-29、29-28）
第10試合 ライト級 5分3R
○  ジェームス・ヴィック vs.  アベル・トルヒーヨ ×
3R 0:49 ダースチョーク
第11試合 女子ストロー級 5分3R
○  フェリス・ヘリッグ vs.  アレクサ・グラッソ ×
3R終了 判定3-0（29-28、29-28、30-27）
第12試合 フェザー級 5分5R
○  ジョン・チャンソン vs.  デニス・バミューデス ×
1R 2:49 KO（右アッパー）

### 各賞
ファイト・オブ・ザ・ナイト： ジェシカ・アンドラージ vs. アンジェラ・ヒル
パフォーマンス・オブ・ザ・ナイト： ジョン・チャンソン、マルセル・フォルトゥナ
各選手にはボーナスとして5万ドルが授与された。

### カード変更
負傷などによるカードの変更は以下の通り。